# Borja Viguera
Borja Viguera Manzanares (ur. 26 marca 1987 w Logroño) – hiszpański piłkarz występujący na pozycji napastnika w Sportingu Gijón.